# Secernentea
Classe
Les Secernentea représentent la plus grande classe de nématodes (les Nématodes sont un embranchement de vers non segmentés, recouverts d'une épaisse cuticule et menant une vie libre ou parasitaire). Cette classe de vers se caractérise par de nombreuses papilles caudales et un système excrétoire formé de canaux latéraux. 
On trouve dans cette classe plusieurs espèces de parasites du genre Rhabditia et Spiruria.

## Liste des sous-classes et ordres
Selon World Register of Marine Species (2 avr. 2011) :
- ordre Anguilluloidea
- ordre Aphelenchida
- ordre Ascaridida
- ordre Rhabditida
- ordre Spirurida
- ordre Strongylida
- sous-classe Tylenchida

Selon ITIS (2 avr. 2011) :
- ordre Aphelenchida
- ordre Ascaridida
- ordre Camallanida
- ordre Diplogasterida
- ordre Rhabdiasida
- ordre Rhabditida
- ordre Spirurida
- ordre Strongylida
- ordre Tylenchida